# Нильсен, Даниэль (футболист)
Даниэль Нильсен (дат. Daniel Nielsen; род. 1 мая 1995, Копенгаген) — датский футболист, защитник клуба «Ванлёсе». В 2018 году сыграл 1 матч за сборную Дании по футболу.

## Биография

### Клубная карьера
Воспитанник клуба «Б-93». На взрослом уровне начинал играть в клубе «Ванлёсе» из четвёртого дивизиона Дании. По итогам сезона 2017/18 «Ванлёсе» перешёл в третий дивизион.

### Карьера в сборной
В 2018 году между датским футбольным союзом и ассоциацией датских футболистов произошёл конфликт. Стороны не смогли подписать партнёрское соглашение (действие предыдущего закончилось ещё 1 августа), из-за разногласий по использованию имиджевых прав игроков сборной. В итоге футболисты объявили бойкот федерации и отказались выходить на товарищеский матч против сборной Словакии, их поддержали и другие профессиональные футболисты, которые также отказались от вызова в сборную. 4 сентября на сайте датского ффутбольного союза был опубликован новый состав из 24 футболистов, куда вошёл и Даниэль Нильсен. На следующий день Нильсен появился на поле в стартовом составе и отыграл весь матч. Встреча закончилась со счётом 0:3 в пользу Словакии.

## Статистика

### Матчи Нильсена за сборную Дании
| Матчи Нильсена за сборную Дании | Матчи Нильсена за сборную Дании | Матчи Нильсена за сборную Дании | Матчи Нильсена за сборную Дании | Матчи Нильсена за сборную Дании | Матчи Нильсена за сборную Дании |
| ------------------------------- | ------------------------------- | ------------------------------- | ------------------------------- | ------------------------------- | ------------------------------- |
| №                               | Дата                            | Соперник                        | Счёт                            | Голы Нильсена                   | Соревнование                    |
| 1                               | 5 сентября 2018                 | Словакия                        | 0:3                             | —                               | Товарищеский матч               |

Итого: 1 матч / 0 голов; 0 побед, 0 ничьих, 1 поражение.